# Jung Eun-ju
Jung Eun-ju (30 september 1988) is een Zuid-Koreaans shorttrackster.

## Carrière
Jung won stond twee keer op het podium van het wereldkampioenschappen shorttrack junioren, ze werd derde in 2004 en won in 2006.
Haar succesvolste jaar seizoen was 2006/2007, ze behaalde de winst op de 1500 meter van het shorttrack op de Aziatische Winterspelen 2007 en tijdens het wereldkampioenschap 2007 behaalde ze de tweede plaats in het klassement, nadat ze de 1500 meter had gewonnen. Ook won ze met de Zuid-Koreaanse ploeg de wereldtitel aflossing op dat toernooi.
Op het wereldkampioenschap shorttrack 2008 werd ze tweede in de superfinale en won ze opnieuw de aflossing met Zuid-Korea.

## Persoonlijke records
| Afstand    | Tijd     | Datum      | Baan           | Land     |
| ---------- | -------- | ---------- | -------------- | -------- |
| 500 meter  | 45,559   | 07-01-2006 | Miercurea-Ciuc | Roemenië |
| 1000 meter | 1.33,494 | 08-01-2006 | Miercurea-Ciuc | Roemenië |
| 1500 meter | 2.18,861 | 11-01-2004 | Peking         | China    |

Geraadpleegd op: 01/06/2007